# Квасников, Василий Васильевич
Василий Васильевич Квасников (22 января 1889, Буй, Костромская губерния — 8 сентября 1965) — советский учёный в области общего земледелия, член-корреспондент ВАСХНИЛ (1956)

## Биография
Родился в г. Буй Костромской обл. Сын купца 2-й гильдии. Окончил мужскую гимназию в Костроме (1907), естественное отделение физико-математическое факультета Московского университета (1912) и Московский СХИ (1914) с дипломом 1-й степени в звании ученого-агронома.
- 1914—1915 помощник директора Опытного поля, г. Камышин Саратовской губернии.
- 1915—1916 участковый агроном уездной земской управы, с. Рудня Камышинского уезда,
- 1916—1917 то же, г. Черный Яр Астраханской губернии,
- 1917—1919 то же, г. Буй Костромской губернии.
- 1919—1921 специалист по с.-х. опытному делу Губернского земельного отдела, Кострома.
- 1921—1924 годовой практикант опытного поля, с 1922 аспирант кафедры общего земледелия Московской сельскохозяйственной академии.
- 1923—1925 ассистент по агрономической химии Московского университета.
- 1925—1930 профессор кафедры общего земледелия Самарского СХИ.
- 1931—1965 профессор, заведующий кафедрой общего земледелия Воронежского СХИ.

Доктор сельскохозяйственных наук (1939), профессор (1925), член-корреспондент ВАСХНИЛ (1956).
Основные научные сферы: разработка систем обработки почвы; борьба с засухой, теория и практика углубления пахотного слоя на черноземах.
Награжден орденом Ленина (1953), медалью «За доблестный труд в Великой Отечественной войне 1941—1945 гг.» (1946), медалью ВСХВ (1954).
Публикации:
- Обработка пара. Нечернозёмная полоса Европейской России. — М.: Сабашниковы, 1923. — V, 132 с. — (Итоги работ рус. опыт. учреждений; № 1).
- Влияние структуры почвы на ее физические, химические и биологические свойства / Самар. СХИ. — Самара, 1927. — 43 с.
- Практический курс полеводства: (для Среднего Поволжья) / Средневолж. ком. ун-т. — Самара: «За сплошную коллективизацию», 1930. — 111 с.
- Общее земледелие. — 2-е изд. — Воронеж: Обл. кн. изд-во, 1936. — 281 с.
- Глубокая вспашка на черноземах. — Воронеж: Обл. кн. изд-во, 1951. — 28 с.